# Boisements à chênes verts des dunes du littoral girondin
Boisements à chênes verts des dunes du littoral girondin este o arie protejată (sit de importanță comunitară — SCI) din Franța întinsă pe o suprafață de 2.070 ha, integral pe uscat.

## Localizare
Centrul sitului Boisements à chênes verts des dunes du littoral girondin este situat la coordonatele 45°02′32″N 1°08′50″W / 45.04223°N 1.14713°V.

## Înființare
Situl Boisements à chênes verts des dunes du littoral girondin a fost declarat arie specială de conservare în baza directivei 92/43 din 1992 referitoare la conservarea habitatelor naturale și a faunei și florei sălbatice pentru a proteja 6 specii de animale.

## Biodiversitate
Situată în ecoregiunea atlantică, aria protejată conține 7 habitate naturale: Mlaștini calcaroase cu Cladium mariscus și specii de Caricion davallianae, Pajiști umede atlantice temperate cu Erica ciliaris și Erica tetralix, Ape oligotrofe din câmpii nisipoase, cu un conținut foarte redus de minerale (Littorelletalia uniflorae), Depresiuni pe substraturi de turbă de Rhynchosporion, Pajiști uscate europene, Depresiuni intradunale umede, Dune împădurite din regiunile atlantică, continentală și boreală.
La baza desemnării sitului se află mai multe specii protejate:
- mamifere (2): vidră de râu (Lutra lutra), nurcă (Mustela lutreola)
- nevertebrate (3): croitorul mare al stejarului (Cerambyx cerdo), Coenonympha oedippus, rădașcă (Lucanus cervus)
- reptile (1): țestoasa de baltă (Emys orbicularis)

Pe lângă speciile protejate, pe teritoriul sitului au mai fost identificate 1 specie de păsări.